# Eric Voegelin
(Eric Voegelin)
Eric Hermann Wilhelm Voegelin (Colonia, 3 gennaio 1901 – Palo Alto, 19 gennaio 1985) è stato un filosofo, politologo e storico tedesco naturalizzato statunitense.
Filosofo della politica, Voegelin nacque a Colonia, in Germania, studiò Scienze Politiche all'Università di Vienna, dove si laureò con Hans Kelsen e Othmar Spann. Divenne insegnante e in seguito professore associato di Scienze Politiche alla Facoltà di Legge. Nel 1938 fuggì insieme alla moglie dalla Germania nazista, emigrando negli Stati Uniti dove entrambi divennero cittadini nel 1944. Spese gran parte della sua carriera accademica alla Louisiana State University, all'Università di Monaco e all'Hoover Institution della Stanford University. È noto per aver reinterpretato sia la storia della filosofia moderna che la storia moderna, culminate nei totalitarismi del XX secolo, come storia dello gnosticismo in quanto antitesi del Cristianesimo.

## Biografia
Voegelin nacque nel 1901 a Colonia. Insegnò politologia e sociologia all'Università di Vienna dopo essersi laureato lì nel 1928. Mentre era in Austria Voegelin stabilì gli inizi della sua amicizia con Friedrich Hayek. Nel 1933 pubblicò due libri di critica contro il razzismo nazista, e fu così obbligato a fuggire dall'Austria dopo l'Anschluss del 1938. Dopo un breve periodo di permanenza in Svizzera, giunse negli Stati Uniti e iniziò a insegnare in una serie di università prima di entrare a far parte del Dipartimento di Governo della Louisiana State University nel 1942.
Voegelin rimase a Baton Rouge fino al 1958, quando accettò un'offerta dalla Ludwig-Maximilians-Universität München di presiedere la cattedra di Scienze Politiche prima occupata da Max Weber, vuota sin dalla morte di Weber nel 1920; a Monaco fondò l'«Institut für Politische Wissenschaft». Voegelin tornò negli Stati Uniti nel 1969 per entrare a far parte dell'Hoover Institute della Stanford University sulla Guerra, la Rivoluzione e la Pace, e lì continuò il suo lavoro fino alla sua morte avvenuta il 19 gennaio 1985.

## Opere
Voegelin lavorò tutta la vita per elaborare un'interpretazione della violenza politica del XX secolo, sulla base di riferimenti alla filosofia politica, alla filosofia della storia e alla psicologia. Voegelin fu molto critico anche nei confronti dell'esistenzialismo: l'insistenza sull'essere nel tempo avrebbe prodotto, con effetti distruttivi e devastanti, la fine della gerarchia dell'essere che egli considerava fondamentale per la sua teoria della storia e della politica. Nonostante questa critica, nel pensiero di Voegelin emergono tematiche esistenzialiste.
Durante la sua vita Voegelin pubblicò un'ingente serie di libri, saggi e articoli. Una sua prima opera fu Die politischen Religionen (Delle religioni politiche) nel 1938, nella quale analizzava la struttura dei totalitarismi novecenteschi (Nazismo, Fascismo e Comunismo) e ne delineava le analogie con la struttura delle religioni. La sua magnum opus fu comunque Ordine e Storia, la cui pubblicazione iniziò nel 1956, ma fu completata 29 anni dopo la data della sua morte. La sua opera La nuova scienza della politica, del 1951, fu sempre vista come una sorta di prolegomeni alla sua opera maggiore. Ha lasciato anche manoscritti inediti, fra cui una storia delle idee politiche che solo da poco è stata pubblicata in otto volumi.
Ordine e Storia fu inizialmente concepito come una serie di sei volumi che tentassero di rinvenire un ordine nella storia a partire da una storia dell'ordine, usando gli innovativi studi e le nuove ricerche riguardo al passato e anche alla personale esperienza che Voegelin aveva fatto del genocidio nazista. I primi tre volumi, Israele e rivelazione, Il mondo della polis e Platone e Aristotele apparvero in rapida successione nel 1956 e nel 1957 e si concentrarono sulle concezioni dell'ordine delle antiche società del Vicino Oriente e della Grecia.
A questo punto Voegelin incontrò delle difficoltà che lo costrinsero a rielaborare parti della sua teoria e a rallentare la pubblicazione dei volumi. Ciò, unito ai suoi doveri amministrativi universitari e al lavoro relativo al nuovo istituto, fece sì che diciassette anni separassero il terzo volume dal quarto. I suoi nuovi problemi teoretici furono indicati nella raccolta tedesca del 1966 Anamnesis: Zur Theorie der Geschichte und Politik, e così il quarto volume, L'era ecumenica, apparve nel 1974. Quest'ultima opera infranse lo schema cronologico dei precedenti volumi per indagare le simbolizzazioni date dell'ordine dalla Lista dei re sumeri fino a Hegel. La continuazione della sua opera nell'ultimo volume, In cerca dell'ordine, occupò gli ultimi giorni della vita di Voegelin e fu pubblicato postumo nel 1987. Uno dei tardivi punti fondamentali del pensiero voegeliano sembra essere un senso dell'ordine che è espresso dall'esperienza della trascendenza: tale trascendenza non può mai essere pienamente definita o descritta, ma può essere comunque trasmessa fra gli uomini attraverso simboli che possono evocare il senso dell'ordine, e in tal senso Voegelin nota come solo un particolare senso dell'ordine trascendente può servire da base per l'ordine politico (cioè immanente). La fossilizzazione dei simboli che può avvenire col tempo sarebbe la causa della disconnessione fra i simboli stessi e la trascendenza che essi veicolavano, il che li rende vulnerabili alla critica o all'esplicito rifiuto, con una minaccia per l'ordine della civiltà a cui essi stanno alla base. In questo modo Voegelin ha connesso la filosofia della politica con la filosofia della coscienza. Il principale scopo del filosofo politico sarebbe per lui il rimanere aperto alla verità dell'ordine e il trasmettere questa verità agli altri. In un certo senso Voegelin è più interessato alle questioni ontologiche che sorgono dalle esperienza simbolico-trascendentali che al problema epistemologico di come possiamo accertare se una certa visione dell'ordine sia vera o falsa. In questo senso il pensiero di Voegelin non ha una vera e propria base epistemologica, ma dati i suoi scarsi riferimenti alla questione questo rimane un dettaglio all'interno della sua filosofia. Per Voegelin l'essenza della verità è la fiducia, o meglio l'affidabilità ispirante una fiducia filosofica. L'intera filosofia inizia con Dio, cioè con l'esperienza della realtà divina, trascendentale, e siccome in ogni civiltà di Dio è stata fatta esperienza come Bene, allora si deve postulare che la realtà sia conoscibile e che non sia un'illusione, riprendendo così il famoso argomento di Cartesio per cassare il dubbio del «genio maligno» e per mostrare la conseguenza necessaria dell'esistenza del mondo dall'esistenza di Dio.
L'opera di Voegelin è estremamente difficile da classificare e non è riducibile a pressoché alcuno schema categorico prefissato, anche se di aspetti della sua filosofia si possono trovare analogie nelle opere di Ernst Cassirer, Alfred North Whitehead, Ludwig Wittgenstein, Martin Heidegger e Hans-Georg Gadamer. La sua opera è ancor più complessa a causa del difficile stile di scrittura, dell'immane sostrato filosofico richiesto per comprendere tutti i suoi riferimenti e della tendenza del filosofo a creare neologismi per indicare un nuovo uso di antichi concetti. Le controversie spesso prodotte dalle sue opere hanno avuto come punto centrale una visione perlopiù riduzionistica dell'opera voegeliana, classificata dai suoi critici come politicamente reazionaria e affine a una sorta di trionfalismo cristiano.
A parte ciò, comunque, esistono centri universitari di ricerca dedicati all'opera di Voegelin negli Stati Uniti, in Germania, in Italia e nel Regno Unito. Appaiono oggi traduzioni delle opere voegeliniane in numerosissime lingue, dal portoghese al giapponese, sponsorizzate principalmente dalla casa editrice dell'Università del Missouri e da quella dell'Università di Monaco, che hanno rispettivamente pubblicato una collezione in 34 volumi delle opere fondamentali di Voegelin e le varie opere primarie e secondarie del filosofo, catalogate e raccolte insieme nell'«Eric Voegelin Archiv» all'Università di Monaco. In generale l'opera di Voegelin mantiene grande prestigio e influenza fra i politologi e i filosofi della politica, mentre ancora poca attenzione gli viene riservata da parte di altri filosofi o di teologi.

## Pensiero

### Storia e gnosticismo
Con le sue opere La nuova scienza politica, Ordine e storia e Politica e gnosticismo Voegelin divenne uno dei principali esponenti di una corrente intellettuale che ravvisava imponenti influenze gnostiche in tutta la storia e la filosofia moderna e che si opponeva ad esse in modo deciso.
Oltre ai testi classici dei Padri della Chiesa contro le eresie di stampo gnostico, Voegelin comprese il rapporto assolutamente conflittuale fra Cristianesimo e gnosticismo anche sui testi di Hans Urs von Balthasar, di Henri de Lubac e del filosofo tedesco Hans Jonas.
Voegelin ha identificato diverse analogie ideologiche fra l'antico gnosticismo e le moderne dottrine politiche, in particolare nazismo e comunismo. Il filosofo ha considerato essere la radice dello gnosticismo un impulso all'alienazione intesa come senso di disconnessione con il mondo e come credenza profonda di un male o di un disordine intrinseco del mondo che sia causa di questo senso di estraneità al mondo stesso, secondo l'antica eresia per cui il Dio creatore del mondo era un Deus malignus oppure un padre sia del bene che del male (come nel Manicheismo). Tale alienazione ha due effetti evidenti, cioè la necessità di trascendere il mondo malvagio attraverso l'introspezione, la cultura o -per estensione- la conoscenza scientifica in quanto mezzo di trasformazione della natura «corrotta», e ciò può essere sia in senso tecnico-biologico (come nell'ideologia eugenetica o nel transumanesimo) che in senso politico (come nel marxismo o nel fascismo). Questa prima necessità comportata da una tale visione del mondo è detta da Voegelin «speculazione gnostica», cioè una sorta di evoluzione della gnosi in un senso non più teologico. La seconda conseguenza dello gnosticismo moderno, strettamente legata alla prima, è il desiderio di creare o di estendere un ordine politico che concretizzi la speculazione e che instauri una forma di «paradiso terrestre» nella storia, inteso ciò come un «paradiso senza Dio» dato che secondo i fondamenti gnostici è affidata allo spirito umano l'instaurazione di tale «paradiso». Tale è ciò che Voegelin ha definito immanentizzazione dell'«eschaton», ovvero la chiusura della direzionalità escatologica all'interno dell'orizzonte intramondano, immanente e cosmologico. In particolare Voegelin analizza accuratamente le analogie e le differenze fra Cristianesimo e gnosticismo, intendendo cioè delineare la genesi del razionalismo nella filosofia moderna come impulso gnostico necessariamente antitetico rispetto al Cristianesimo e che pure deve usare -per la propria esistenza- i medesimi concetti della teologia cristiana in senso però umanizzato. Così l'egualitarismo, inteso come dottrina che tenta di appianare le differenze naturali, sarebbe appunto una dottrina gnostica che considera la malvagità della natura e che se ne oppone accorpando all'uomo il diritto di eliminare culturalmente tali differenze, facenti parte dell'ordine fisico, psichico, cosmico ed erotico tendente alla conservazione della vita; in questo Voegelin si riallaccia a molte critiche che Nietzsche aveva compiuto delle cosiddette «idee moderne» in nome di un implicito anti-gnosticismo, ma rispetto a Nietzsche, che faceva derivare tali idee moderne proprio dal Cristianesimo e che criticava tali idee in quanto tali, Voegelin si limita a distinguere ciò che nel Cristianesimo è la redenzione, compiuta non dall'uomo ma dal Dio-Uomo, rispetto alle varie dottrine gnostiche di «emancipazione» umana dalla natura, cioè dall'ordine naturale costituito.
Dall'analisi dello gnosticismo in età moderna Voegelin si riallaccia dunque ai suoi studi sui totalitarismi del XX secolo, che sarebbero appunto stati i punti di compimento più coerenti dello gnosticismo in quanto tentativi di trasformare il mondo (come recitava Marx) attraverso la politica, che quindi ha assunto in tali ideologie un carattere mistico o cosmopoietico parallelamente ai suoi protagonisti che hanno assunto un carattere divino o semi-divino. Tale è inoltre, secondo Voegelin, l'unico vero senso del termine «totalitarismo», che appunto si distingue dalla mera «tirannia» in quanto quest'ultima è solo un regime politico della forza o della violenza, mentre l'altro è una sorta di teocrazia ove Dio trascendente è stato immanentizzato nell'uomo o in alcuni uomini, e che per questo motivo è particolarmente avverso a ogni religione rivelata.

### Opere di Voegelin
- La nuova scienza politica, Edizioni Borla, 1968
- Il mito del mondo nuovo. Saggi sui movimenti rivoluzionari del nostro tempo, Rusconi Libri, 1970. Introduzione di Mario Marcolla
- Ordine e Storia. La filosofia politica di Platone, Il Mulino, 1986
- La politica: dai simboli alle esperienze, Giuffrè, 1993
- La scienza nuova nella storia del pensiero politico, Guida, 1996
- Anni di guerra. Per una comprensione dei conflitti nel XX secolo, Rubbettino, 2001
- Ordine e Storia, volume I: Israele e Rivelazione, Aracne, 2003
- Dall'Illuminismo alla rivoluzione, Gangemi, 2005
- Hitler e i tedeschi, Medusa Edizioni, 2005
- Razza. Storia di un'idea, Medusa Edizioni, 2006
- Selected correspondence, 1950-1984, University of Missouri Press, 2007
- Che cos'è la storia?, Medusa Edizioni, 2008
- Ordine e storia. Volume I. Israele e la rivelazione, Vita e Pensiero, 2009
- Ordine e storia. Volume II. Il mondo della polis, Vita e Pensiero, 2015

### Scritti su Voegelin
- Gianfrancesco Zanetti, La trascendenza e l'ordine. Saggio su Eric Voegelin, CLUEB, 1989
- Gianfranco G. Lami, Introduzione a Eric Voegelin. Dal mito teo-cosmogonico al sensorio della trascendenza: la ragione degli antichi e la ragione dei moderni, Giuffrè, 1993
- Luigi Mistrorigo, Eric Voegelin: decadenza e ordine politico. La politica prima del potere, Città Nuova, 1994
- Sandro Chignola, Pratica del limite. Saggio sulla filosofia politica di Eric Voegelin, Unipress, 1998
- Emmanuele Morandi, La società accaduta. Tracce di una «Nuova» scienza sociale in Eric Voegelin, Franco Angeli, 2000
- Giuliana Parotto, Il simbolo della storia. Studi su Eric Voegelin, CEDAM, 2004
- Stella Marega, Eric Voegelin, in Heliopolis. Culture, civiltà, politica, anno XVI, n. 2, 2018, pp. 201-212.
- Rocco D'Ambrosio, Ordine, Umanità e Politica. Saggio su Eric Voegelin , Cacucci Editore, 1995
- Giacomo Maria Arrigo, Violenza magica. Eric Voegelin e il salafismo-jihadismo, in «Lessico di Etica Pubblica», vol. VIII, n. 2/2017, ISSN 2039-2206.